# Tomáš Duba
Tomáš Duba (* 2. Juli 1981 in Prag, Tschechoslowakei) ist ein tschechischer Eishockeytorwart, der seit 2018 bei Gangwon High1 aus der Asia League Ice Hockey unter Vertrag steht.

## Karriere
Tomáš Duba begann seine Karriere als Eishockeyspieler in seiner Heimatstadt in der Nachwuchsabteilung des HC Sparta Prag, in der er bis 2001 aktiv war. Als Leihspieler absolvierte er parallel in der Saison 1999/2000 ein Spiel für den HC Slaný in der drittklassigen 2. Liga sowie in der Saison 2000/01 acht Spiele für die Profimannschaft des HC Berounští Medvědi in der zweitklassigen 1. Liga. Anschließend wurde er im NHL Entry Draft 2001 in der siebten Runde als insgesamt 217. Spieler von den Pittsburgh Penguins ausgewählt, für die er allerdings nie spielte. Stattdessen lief der Torwart von 2001 bis 2003 für SaiPa Lappeenranta in der finnischen SM-liiga auf. Daraufhin verbrachte er je ein Jahr in der tschechischen Extraliga beim HC Znojemští Orli und dem HC Lasselsberger Plzeň. In seiner Zeit beim HC Znojemští Orli wurde er zudem zum Rookie des Jahres der Extraliga gewählt.
In der Saison 2005/06 stand Duba bei Leksands IF in der schwedischen Elitserien zwischen den Pfosten. Mit der Mannschaft stieg er am Saisonende in die zweitklassige HockeyAllsvenskan ab, woraufhin er den Klub verließ. Die Saison 2006/07 begann er bei TPS Turku in der SM-liiga. Dort hatte er Startschwierigkeiten und konnte bei seinen acht Einsätzen nicht überzeugen, weshalb er zum HC Sparta Prag zurückkehrte, mit dem er in den Playoffs Tschechischer Meister wurde. Nach weiteren eineinhalb Jahren erhielt der Tscheche erneut die Möglichkeit, in der SM-liiga zu spielen, und schloss sich Ässät Pori an, wo er in der Saison 2008/09 insgesamt 15 Spiele bestritt. Die gesamte Saison 2009/10 verbrachte er beim HC Oceláři Třinec. Auch die folgende Spielzeit begann er beim HC Oceláři Třinec, der ihn nach nur vier Einsätzen jedoch bis zum Saisonende an den Ligarivalen HC Zlín verlieh.
Zur Saison 2011/12 wurde Duba vom HC Lev Poprad aus der Kontinentalen Hockey-Liga verpflichtet. Ende Januar wurde er an die Piráti Chomutov aus der zweitklassigen 1. Liga ausgeliehen, mit denen er den Aufstieg in die Extraliga schaffte. Anfang November 2012 folgte der Wechsel in die italienische Serie A1, wo er beim amtierenden Rekordmeister HC Bozen unterschrieb. Seit dem 20. Januar 2013 stand Duba in den Diensten des DEL-Teams Krefeld Pinguine, bei denen er einen Vertrag bis Saisonende unterzeichnete. Im April 2013 verlängerte er seinen Vertrag um ein Jahr für die Saison 2013/2014, im März 2014 um weitere zwei Jahre bis zum Ende der Saison 2015/2016.
Zur Saison 2016/17 wechselte er zum österreichischen Erstligisten EC KAC.

### International
Für Tschechien nahm Duba im Juniorenbereich an der U18-Junioren-Weltmeisterschaft 1999 sowie den U20-Junioren-Weltmeisterschaften 2000 und 2001 teil. Bei den U20-Weltmeisterschaften 2000 und 2001 gewann er mit seiner Mannschaft jeweils den Weltmeistertitel. Beim Turnier 2001 wies er zudem mit 1.14 Gegentoren pro Spiel den niedrigsten Gegentorschnitt und mit 94,7 Prozent die höchste Fangquote auf und wurde darüber hinaus zum besten Torwart gewählt. Im Seniorenbereich stand er 2005 und 2008 im Aufgebot seines Landes bei der Euro Hockey Tour.

## Erfolge und Auszeichnungen
- 2004 Rookie des Jahres der Extraliga
- 2007 Tschechischer Meister mit dem HC Sparta Prag
- 2012 Aufstieg in die Extraliga mit den Piráti Chomutov

### International
- 2000 Goldmedaille bei der U20-Junioren-Weltmeisterschaft
- 2001 Goldmedaille bei der U20-Junioren-Weltmeisterschaft
- 2001 Bester Torwart der U20-Junioren-Weltmeisterschaft
- 2001 Niedrigster Gegentorschnitt der U20-Junioren-Weltmeisterschaft
- 2001 Beste Fangquote der U20-Junioren-Weltmeisterschaft

## Karrierestatistik
(Legende zur Torhüterstatistik: GP oder Sp = Spiele insgesamt; W oder S = Siege; L oder N = Niederlagen; T oder U oder OT = Unentschieden oder Overtime- bzw. Shootout-Niederlage; Min. = Minuten; SOG oder SaT = Schüsse aufs Tor; GA oder GT = Gegentore; SO = Shutouts; GAA oder GTS = Gegentorschnitt; Sv% oder SVS% = Fangquote; EN = Empty Net Goal; 1 Play-downs/Relegation; Kursiv: Statistik nicht vollständig)